# Liudmila Bràguina
Liudmila Bràguina és una atleta russa ja retirada, especialista en curses de mig fons, que va competir sota bandera de la Unió Soviètica durant les dècades de 1960 i 1970.
El 1972 va prendre part en els Jocs Olímpics d'Estiu de Múnic, on guanyà la medalla d'or en la cursa dels 1.500 metres del programa d'atletisme. Quatre anys més tard, als Jocs de Mont-real, fou cinquena en la mateixa prova.
En el seu palmarès també destaquen tres medalles de plata al Campionat d'Europa d'atletisme en pista coberta de 1970 (800 metres), 1971 i 1972 (1.500 metres); i una altra de plata en els 3.000 metres del Campionat d'Europa d'atletisme a l'aire lliure de 1974. Guanyà sis campionats soviètics dels 1.500 metres (1968-1970, 1972-1974); dos dels 3.000 metres (1973, 1974) i una dels 2.000 metres (1971).
El juliol de 1972 va establir un nou rècord del món dels 1.500 metres amb un temps de 4'06.9" als campionats soviètics. Poc després, a primers de setembre el tornà a millorar tres vegades seguides en les sèries (4'06.47"), semifinals (4'05.07") i final (4'01.38") dels 1.500 als Jocs Olímpics. El mateix any va rebre l'Orde de la Bandera Roja del Treball. També millorà tres vegades el rècord del món dels 3.000 metres entre 1972 i 1976.
Un cop retirada exercí d'entrenadora d'atletisme.

## Millors marques
- 800 metres. 2'05.8" (1967)
- 1.500 metres. 4'01.4" (1972)
- 3.000 metres. 8'27.12" (1976)[1][7]